# En Pokkers Tøs
En Pokkers Tøs er en amerikansk stumfilm fra 1918 af Charles Giblyn.

## Medvirkende
- Mabel Normand - Minnie Penelope Peck
- Earle Foxe - Dick
- Corinne Barker - Hortense Martinot
- Blanche Davenport - Olivia
- Riley Hatch - Adam Raskell